# Cotu Dobei, Suceava
Cotu Dobei este un sat în comuna Fântânele din județul Suceava, Moldova, România.

## Vecini
|                                 | comuna Verești |                              |
| Râul Suceava și satul Chilișeni |                | Râul Siret și comuna Bănești |
|                                 | orașul Liteni  |                              |

 Acest articol despre o localitate din județul Suceava este deocamdată un ciot. Puteți ajuta Wikipedia prin completarea lui.